# 탬파베이 타임스
탬파베이 타임스(Tampa Bay Times)는 2011년까지 세인트피터즈버그 타임스(St. Petersburg Times)였던 미국 플로리다주 세인트피터즈버그에서 출판되는 일간 신문이다.